# 中共上海区委党校旧址
中共上海区委党校旧址是位於中華人民共和國上海市黄浦区复兴中路239弄（原辣斐德路冠华里）4号的一個中共歷史建築。1926年11月，辣斐德路冠华里4号一幢三层砖木结构開設中共上海区委党校，對外號稱是启迪中学。学员是中共上海区委的基层党组织负责人。党校党支部负责人是尹宽，组织委员為王嘉模。教员为周恩来、罗亦农、王若飞、彭述之、瞿秋白、赵世炎、郑超鳞等人。黨校開有中国现代革命史、中国革命问题、政治经济学、世界革命史等課程。1927年2月，上海工人第二次武装起义爆发，党校關門，原址成为工人武装起义的临时指挥部和联络处。2007年12月，中共上海区委党校旧址被卢湾区公布为不可移动文物。2021年6月25日，修繕後的中共上海区委党校旧址向公众开放。